# Simulium aureofulgens
Simulium aureofulgens är en tvåvingeart som beskrevs av Terteryan 1949. Simulium aureofulgens ingår i släktet Simulium och familjen knott. Inga underarter finns listade i Catalogue of Life.